# Киселівка (Звенигородський район)
Киселі́вка — село в Україні, у Мокрокалигірській сільській громаді Звенигородського району Черкаської області. Населення становить 520 осіб.
Перша письмова згадка — перша половина XVII століття. 1667 року село залишилося у Польщі за Андрусівським сепаратним договором, а з 1793 року — входило до Російської імперії.
З початку 1860-х років тут був цукровий завод, і село було значним промисловим центром регіону до початку 1920-х років. До 1917 року у селі було два театри, млин, залізниця тощо. Збереглася будівля земської лікарні.

## Пам'ятки
У селі серед об'єктів культурної спадщини є:
- Управління цукрозаводу (1862 рік) — пам'ятка архітектури місцевого значення, охоронний номер 42;
- Пам'ятник воїнам-односельцям — пам'ятка історії місцевого значення, охоронний номер 1922.

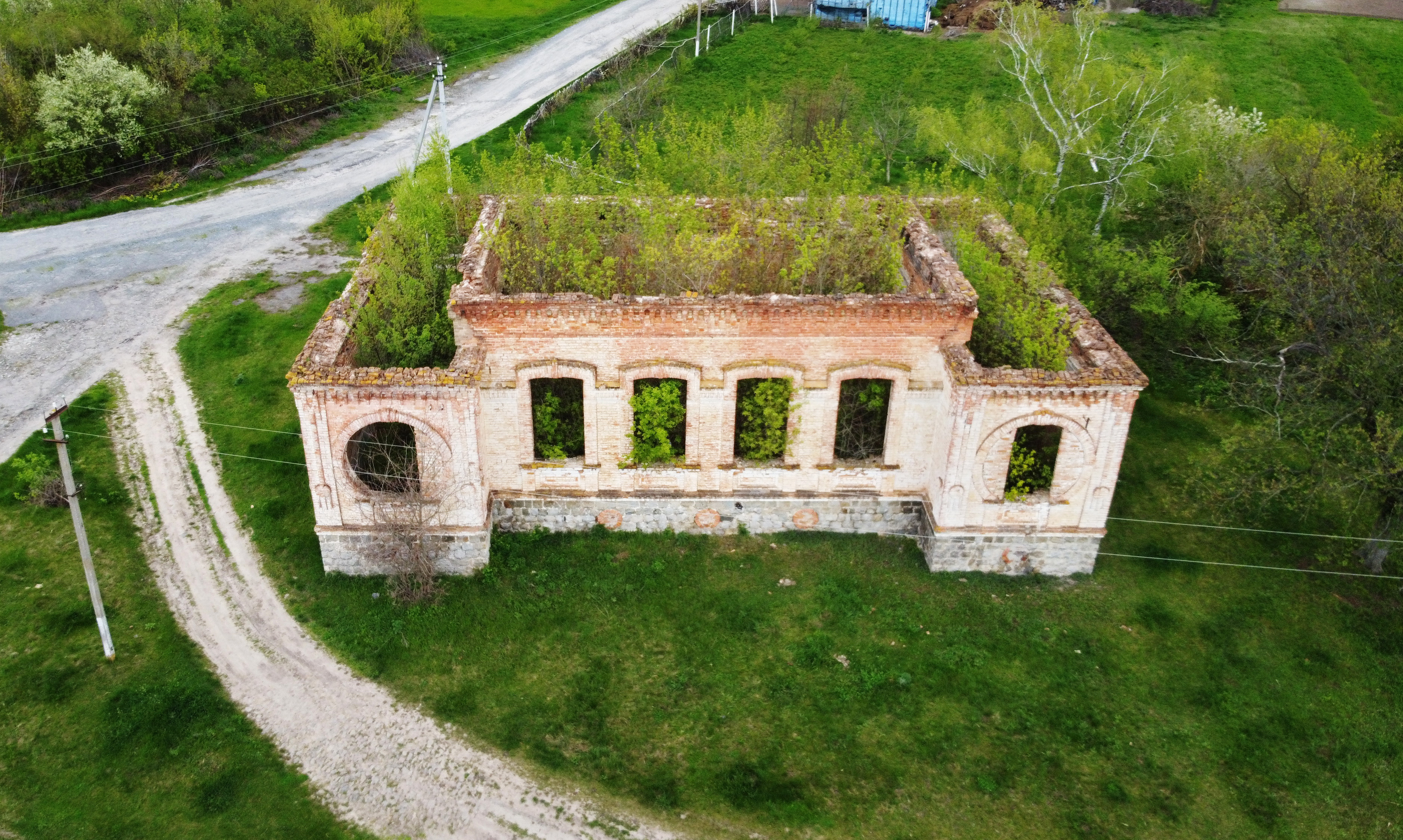
Управління (контора) цукрозаводу. Вид згори
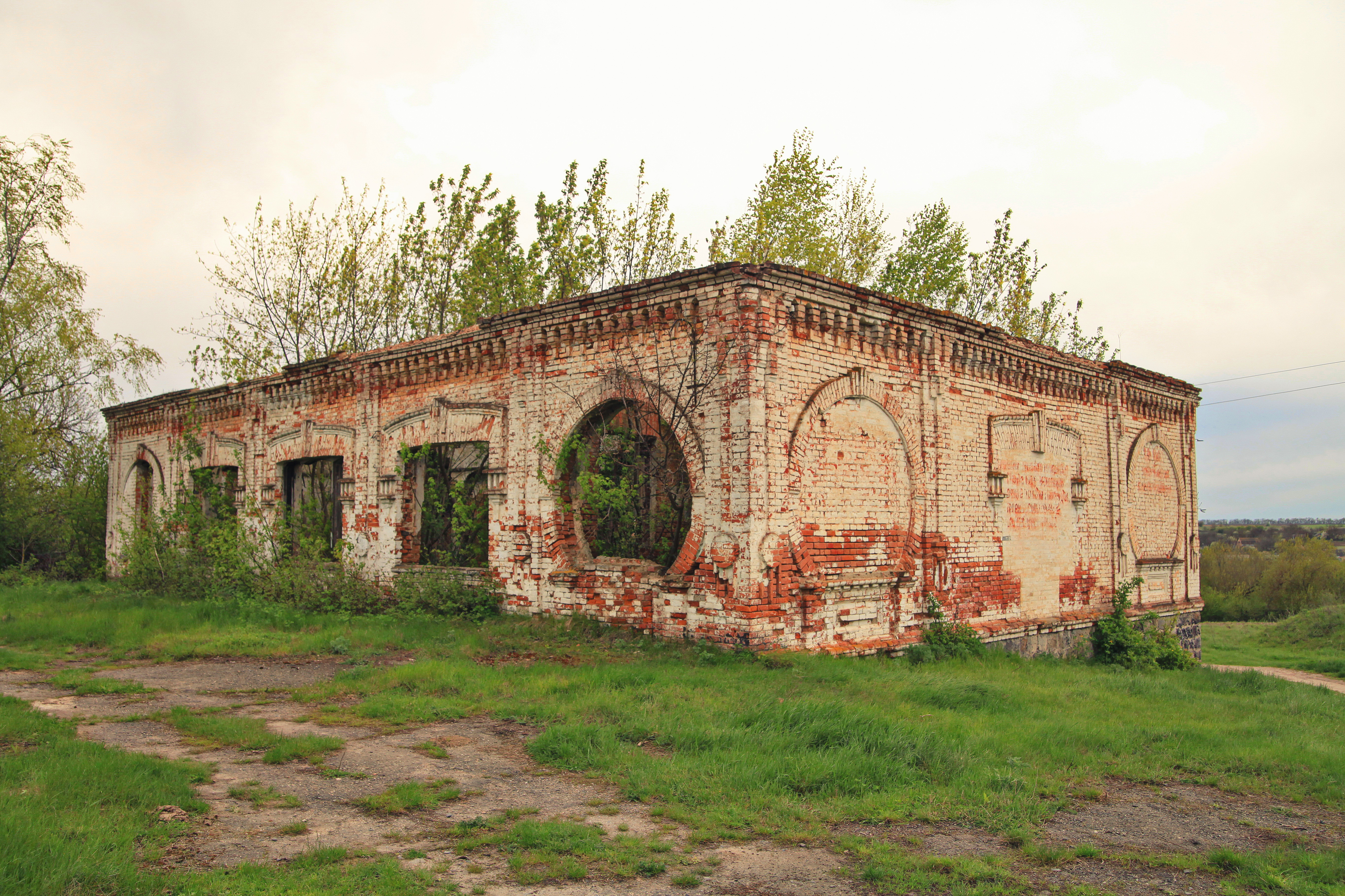
Управління (контора) цукрозаводу. Вид збоку
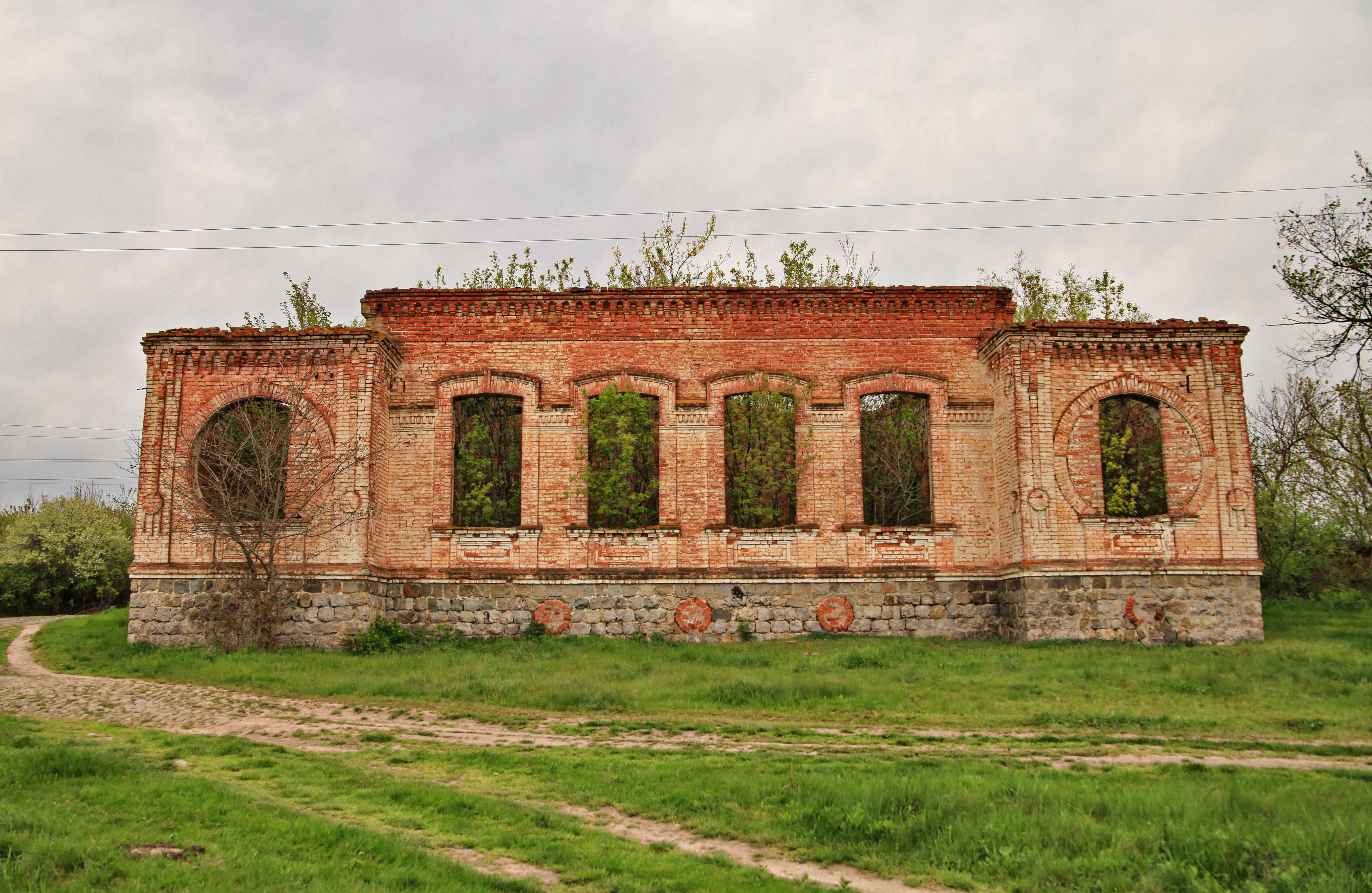
Управління (контора) цукрозаводу. Вид прямо

## Відомі люди
- Народилася Вербівська Катерина Іванівна (нар. 1962 року) — поетеса.
- Вчителював поет Дробний Іван Семенович (1931—2018)[1].